# NGC 2108
NGC 2108是一個在天球上位於劍魚座的球狀星團。該星團位於銀河系外的大麦哲伦星系內，距離地球約15萬光年。NGC 2108於1835年由英國天文學家約翰·赫歇爾發現。

## 外部連結
- NGC 2108 on SIMBAD（页面存档备份，存于）